# Zvezdne steze: Prva nanizanka
Zvezdne steze: Prva nanizanka je ameriška znanstvenofantastična televizijska serija producenta Gena Roddenberryja. Na televizijskem kanalu NBC so predvajali tri sezone: od 8. septembra 1966 do 3. junija 1969.
Zvezdne steze so nanizanka o prigodah vesoljske ladje USS Enterprise (NCC-1701) in njeni posadki v 23. stoletju. Kapitan ladje je James T. Kirk (William Shatner), njegov prvi poveljnik Spock (Leonard Nemoy) in glavni zdravnik Leonard McCoy (DeForest Kelley). Naloga vesoljske ladje je, da raziskuje vesolje in potuje tja, kamor še ni stopila človeška noga.
Leta 1964 so posneli prvo pilotno epizodo, »Kletka«, ki pa so jo pri NBC zavrnili. Drugo pilotno epizodo, »Kamor še ni stopila človeška noga«, v kateri igra skoraj povsem druga ekipa igralcev, so posneli leta 1966. 